# Dendrobangia multinervia
Dendrobangia multinervia là một loài thực vật có hoa trong họ Cardiopteridaceae. Loài này được Ducke mô tả khoa học đầu tiên năm 1943.